# Куп Србије у фудбалу 2021/22.
Куп Србије у фудбалу 2021/22. је шеснаесто такмичење организовано под овим називом од стране Фудбалског савеза Србије.

## Учесници
Пропозицијама је предвиђено да у завршном делу такмичења за Куп Србије у фудбалу 2021/22. учествује:
- 20 (двадесет) клубова Суперлиге Србије 2020/21,
- 18 (осамнаест) клубова Прве лиге Србије 2020/21,
- 5 (пет) клубова победника куп такмичења за фудбалски Куп Србије организованих у оквиру територијалних фудбалских савеза.[1]

## Календар такмичења
- Претколо: 8. септембар 2021.
- Шеснаестина финала: 27. октобар 2021.
- Осмина финала: 1. децембар 2021.
- Четвртфинале: 6. април 2021.
- Полуфинале: 11. мај 2021.
- Финале: 26. мај 2021.[2]

## Претколо
У завршни део такмичења за овосезонски Куп Србије у фудбалу пласирала су се 43 клуба, а у шеснаестини финала има места само за 32, те је било неопходно да се одигра 11 утакмица преткола у циљу смањења броја учесника. У претколу учествује 22 клуба — пет победника купова територијалних савеза и тимови који су се у претходној сезони Прве лиге Србије нашли од 2. до 18. места.
Игра се једна утакмица код првоименоване екипе. Према пропозицијама такмичења, уколико се утакмица заврши нерешеним резултатом, одмах ће се изводити једанаестерци.
| Слога Пожега                       | 4 : 1 Извештај | Кабел         |
| ---------------------------------- | -------------- | ------------- |
| Мијаиловић 31’, 76’ · Плазинић 62’ |                | Новаковић 37’ |

| Мокра Гора                                          | 3 : 3 Извештај | Будућност Добановци                      |
| --------------------------------------------------- | -------------- | ---------------------------------------- |
| Дробњак 44’ · Милојевић 50’ (пен) · Вукомановић 70’ |                | Веселиновић 30’ · Басрак 38’ · Милић 45’ |
| Пенали                                              |                |                                          |
| нема података                                       | 7 : 8          | нема података                            |

| СФС Борац | 0 : 2 Извештај | Жарково                   |
| --------- | -------------- | ------------------------- |
|           |                | Мићић 42’ · Међедовић 70’ |

| Раднички Београд                        | 3 : 1 Извештај | Слога Краљево  |
| --------------------------------------- | -------------- | -------------- |
| Величковић 54’, 60’ (пен) · Симић 90+3’ |                | Анђелковић 26’ |

| Јединство Руменка | 0 : 3 Извештај | Лозница                                      |
| ----------------- | -------------- | -------------------------------------------- |
|                   |                | Рајевац 13’ · Обрадовић 19’ · Радмановац 66’ |

| Трајал    | 1 : 0 Извештај | Графичар |
| --------- | -------------- | -------- |
| Арсић 71’ |                |          |

| Железничар Панчево                          | 3 : 0 Извештај | Раднички Пирот |
| ------------------------------------------- | -------------- | -------------- |
| Илић 40’ (пен) · Марковић 67’ · Милошев 71’ |                |                |

| Раднички Сремска Митровица | 0 : 1 Извештај | Колубара      |
| -------------------------- | -------------- | ------------- |
|                            |                | Ђурановић 37’ |

| Земун | 0 : 1 Извештај | Динамо Врање |
| ----- | -------------- | ------------ |
|       |                | Амбруш 14’   |

| Борац 1926    | 0 : 0 Извештај | ГФК Јагодина  |
| ------------- | -------------- | ------------- |
|               |                |               |
| Пенали        |                |               |
| нема података | 2 : 4          | нема података |

| ГФК Дубочица | 1 : 0 Извештај | ИМТ |
| ------------ | -------------- | --- |
| Савић 34’    |                |     |

## Шеснаестина финала
Жреб парова шеснаестине финала Купа Србије у сезони 2021/22. обављен је 28. септембра 2021. године у просторијама Фудбалског савеза Србије. Парове је извлачио Зоран Филиповић.
Игра се једна утакмица код првоименоване екипе. Према пропозицијама такмичења, уколико се утакмица заврши нерешеним резултатом, одмах ће се изводити једанаестерци.
| Радник Сурдулица         | 2 : 0 Извештај | Раднички 1923 |
| ------------------------ | -------------- | ------------- |
| Медић 22’ · Спасић 45+1’ |                |               |

| Партизан                      | 3 : 0 Извештај | Трајал |
| ----------------------------- | -------------- | ------ |
| Мениг 25’, 49’ · Живковић 67’ |                |        |

| Металац Горњи Милановац                   | 3 : 2 Извештај | Жарково                 |
| ----------------------------------------- | -------------- | ----------------------- |
| Крајишник 16’ · Николић 72’ · Фуртула 88’ |                | Чарапић 22’ · Кокир 81’ |

| Нови Пазар | 1 : 0 Извештај | Будућност Добановци |
| ---------- | -------------- | ------------------- |
| Димић 81’  |                |                     |

| Слога Пожега | 0 : 1 Извештај | Рад                |
| ------------ | -------------- | ------------------ |
|              |                | Гојковић 29’ (пен) |

| Лозница        | 1 : 0 Извештај | Чукарички |
| -------------- | -------------- | --------- |
| Милинковић 31’ |                |           |

| Железничар Панчево | 0 : 1 Извештај | Напредак    |
| ------------------ | -------------- | ----------- |
|                    |                | Бачанин 11’ |

| Раднички Ниш     | 1 : 0 Извештај | Динамо Врање |
| ---------------- | -------------- | ------------ |
| Стевановић 90+5’ |                |              |

| Златибор | 0 : 4 Извештај | ТСЦ Бачка Топола                                            |
| -------- | -------------- | ----------------------------------------------------------- |
|          |                | Милићевић 22’ · Петковић 23’ · Боцскај 61’ · Стоиљковић 81’ |

| Раднички Нови Београд | 2 : 1 Извештај | Вождовац     |
| --------------------- | -------------- | ------------ |
| Величковић 1’, 13’    |                | Пантовић 77’ |

| Бачка Бачка Паланка | 1 : 1 Извештај | Пролетер Нови Сад  |
| ------------------- | -------------- | ------------------ |
| Богдановић 68’      |                | Вјештица 35’ (а.г) |
| Пенали              |                |                    |
| нема података       | 3 : 2          | нема података      |

| Јавор Матис              | 2 : 1 Извештај | Мачва          |
| ------------------------ | -------------- | -------------- |
| Момчиловић 4’ (пен), 44’ |                | Тримановић 23’ |

| Војводина                                                             | 5 : 1 Извештај | ГФК Јагодина   |
| --------------------------------------------------------------------- | -------------- | -------------- |
| Бастајић 24’ · Симић 32’ · Ђорђевић 50’ (а.г) · Човић 52’ · Зукић 87’ |                | Стојановић 10’ |

| Спартак Жредпчева крв | 1 : 1 Извештај | ГФК Дубочица  |
| --------------------- | -------------- | ------------- |
| Марчић 40’            |                | Митровић 19’  |
| Пенали                |                |               |
| нема података         | 4 : 1          | нема података |

| Младост Лучани              | 2 : 3 Извештај | Колубара                                 |
| --------------------------- | -------------- | ---------------------------------------- |
| Милошевић 48’ · Даноски 90’ |                | Филиповић 29’ · Николић 50’ · Андрић 82’ |

| Инђија | 0 : 1 Извештај | Црвена звезда |
| ------ | -------------- | ------------- |
|        |                | Живковић 24’  |

## Осмина финала
Жреб парова осмине финала Купа Србије у сезони 2021/22. обављен је 19. новембра 2021. године у просторијама Фудбалског савеза Србије. Парове је извлачио Љубинко Друловић.
Игра се једна утакмица код првоименоване екипе. Према пропозицијама такмичења, уколико се утакмица заврши нерешеним резултатом, одмах ће се изводити једанаестерци.
| Раднички Нови Београд | 1 : 1 Извештај | Металац Горњи Милановац |
| --------------------- | -------------- | ----------------------- |
| Нуредини 47’          |                | Ступаревић 16’          |
| Пенали                |                |                         |
| нема података         | 2 : 3          | нема података           |

| Рад       | 1 : 0 Извештај | Напредак Крушевац |
| --------- | -------------- | ----------------- |
| Ђорић 19’ |                |                   |

| Радник Сурдулица        | 1 : 2 Извештај | Лозница                      |
| ----------------------- | -------------- | ---------------------------- |
| Миловановић 90+1’ (пен) |                | Рајевац 79’ · Комарчевић 88’ |

| ТСЦ Бачка Топола | 2 : 1 Извештај | Колубара      |
| ---------------- | -------------- | ------------- |
| Вукић 23’, 66’   |                | Ђурановић 73’ |

| ГФК Дубочица | 0 : 1 Извештај | Партизан        |
| ------------ | -------------- | --------------- |
|              |                | Миловановић 39’ |

| Нови Пазар                         | 2 : 0 Извештај | Бачка Бачка Паланка |
| ---------------------------------- | -------------- | ------------------- |
| Ратковић 24’ (пен) · Исламовић 77’ |                |                     |

| Јавор Матис   | 1 : 1 Извештај | Војводина       |
| ------------- | -------------- | --------------- |
| Одита 59’     |                | Вукадиновић 82’ |
| Пенали        |                |                 |
| нема података | 1 : 4          | нема података   |

| Црвена звезда                                      | 0 : 0 Извештај | Раднички Ниш                                                     |
| -------------------------------------------------- | -------------- | ---------------------------------------------------------------- |
|                                                    |                |                                                                  |
| Пенали                                             |                |                                                                  |
| Катаи · Родић · Ивановић · Панков · Павков · Канга | 3 : 2          | Вујадиновић · Млађовић · Арсић · Живојиновић · Штулић · Митровић |

## Четвртфинале
Жреб парова четвртфинала Купа Србије у сезони 2021/22. обављен је 1. марта 2022. године у просторијама Фудбалског савеза Србије. Парове је извлачио Љубинко Друловић.
| Нови Пазар  | 1 : 0 Извештај | Металац Горњи Милановац |
| ----------- | -------------- | ----------------------- |
| Чечарић 21’ |                |                         |

| Партизан                   | 2 : 0 Извештај | Лозница |
| -------------------------- | -------------- | ------- |
| Гомеш 33’ · Марковић 45+1’ |                |         |

| Рад | 0 : 4 Извештај | Војводина                                                    |
| --- | -------------- | ------------------------------------------------------------ |
|     |                | Вукчевић 10’ · Симић 17’ (пен) · Топић 24’ · Зукић 45’ (пен) |

| Црвена звезда                                    | 4 : 0 Извештај | ТСЦ Бачка Топола |
| ------------------------------------------------ | -------------- | ---------------- |
| Катаи 6’ (пен) · Иванић 74’ · Бен 56’ (пен), 80’ |                |                  |

## Полуфинале
Жреб парова полуфинала Купа Србије у сезони 2021/22. обављен је 19. априла 2022. године у просторијама Фудбалског савеза Србије. Парове је извлачила Виолета Словић. Од ове фазе такмичења користила се ВАР технологија.
| Партизан             | 2 : 1 Извештај | Војводина |
| -------------------- | -------------- | --------- |
| Гомеш 4’ · Мениг 43’ |                | Зукић 52’ |

| Црвена звезда                                                                                        | 8 : 0 Извештај | Нови Пазар |
| --- | -------------- | ---------- |
| Бен 6’ · Омоиџуанфо 12’ (пен), 20’ · Павков 15’ · Иванић 23’ · Станковић 58’ (пен), 89’ · Станић 81’ |                |            |

## Финале
| Црвена звезда            | 2 : 1 [ Извештај] | Партизан              |
| ------------------------ | ----------------- | --------------------- |
| Александар Катаи 26',76' |                   | Слободан Урошевић 62' |